# Witold Ziembicki
Witold Karol Ziembicki h. Półkozic (ur. 18 sierpnia 1874 we Lwowie, zm. 19 października 1950 we Wrocławiu) – polski lekarz, lekarz internista, historyk medycyny, profesor zwyczajny.

## Życiorys
Urodził się 18 sierpnia 1874 we Lwowie, w rodzinie urzędnika Bolesława i Jadwigi z Horoszkiewiczów. Ukończył szkołę powszechną, następnie III gimnazjum klasyczne we Lwowie i zdał w 1893 maturę. W okresie gimnazjalnym założył tajne pismo uczniowskie „Kolega”. Studia rozpoczął na Wydziale Lekarskim Uniwersytetu Jagiellońskiego w Krakowie, przeniósł się na Wydział Lekarski Uniwersytetu Lwowskiego, gdzie uzyskał w 1900 tytuł doktora wszechnauk lekarskich. Studia podyplomowe odbył w Zakładzie Chemii Fizjologicznej i Patologicznej prof. Hoffmeistera oraz w Klinice Chorób Wewnętrznych Neunyna w Strasburgu, a następnie w Klinice Chorób Wewnętrznych prof. Eichhorsta w Zurychu i Klinice Chorób Nerwowych prof. Raymonda w Paryżu. W latach 1910–1935 był prymariuszem (ordynatorem) w Szpitalu Państwowym we Lwowie. W czasie I wojny światowej (1914–1918) w wojsku austriackim, założył, był lekarzem naczelnym i komendantem szpitala rezerwy w Nowym Targu, przeznaczonym dla legionistów, którym udzielał pomocy po bitwie pod Łowczówkiem. W latach 1918–1921 ochotniczo służył w Wojsku Polskim w stopniu majora lekarza na stanowisku sekretarza Wojskowej Rady Sanitarnej.
W 1930 został docentem historii medycyny, w grudniu 1936 otrzymał tytuł profesora tytularnego na Wydziale Lekarskim Uniwersytetu Jana Kazimierza we Lwowie. Współpracownik Polskiego Słownika Biograficznego (biogramy: Abraham ben Joszijahu, Ludwik Walerian Alembek, t. 1, 1935). Był współzałożycielem i długoletnim sekretarzem Towarzystwa Walki z Gruźlicą we Lwowie, współzałożycielem Polskiego Instytutu Przeciwrakowego, dwukrotnym prezesem i członkiem honorowym Lwowskiego Towarzystwa Lekarskiego, założycielem i członkiem honorowym Stowarzyszenia Lekarzy Szpitalnych, prezesem Towarzystwa Historii Medycyny, członkiem komisji historii medycyny i nauk przyrodniczych Polskiej Akademii Umiejętności, członkiem zarządu Polskiego Towarzystwa Historycznego, członkiem przybranym Towarzystwa Naukowego we Lwowie. Ponadto był współzałożycielem i współpracownikiem pierwszego w Polsce pisma sportowego „Gazeta Sportowa” we Lwowie (1900) oraz pism poświęconych medycynie „Głos Lekarzy”, „Tygodnik Lekarski”, „Walka o Zdrowie” i „Gazeta Lekarska”.
Podczas okupacji niemieckiej, w latach 1942–1943, wchodził w skład grona profesorskiego tzw. Kursów Fachowych dla Medyków.
Od 1946 przez trzy lata profesor filozofii i historii medycyny na Uniwersytecie Jagiellońskim. Od 1947 członek korespondent, od 1948 członek czynny Polskiej Akademii Umiejętności.
Był żonaty z Marią Grollé (1880–1960), z którą miał syna Jana (1909–1969), inżyniera.
Został pochowany na cmentarzu Rakowickim w Krakowie.

## Ordery i odznaczenia
- Złoty Krzyż Zasługi (22 sierpnia 1939)[5]